# Achab

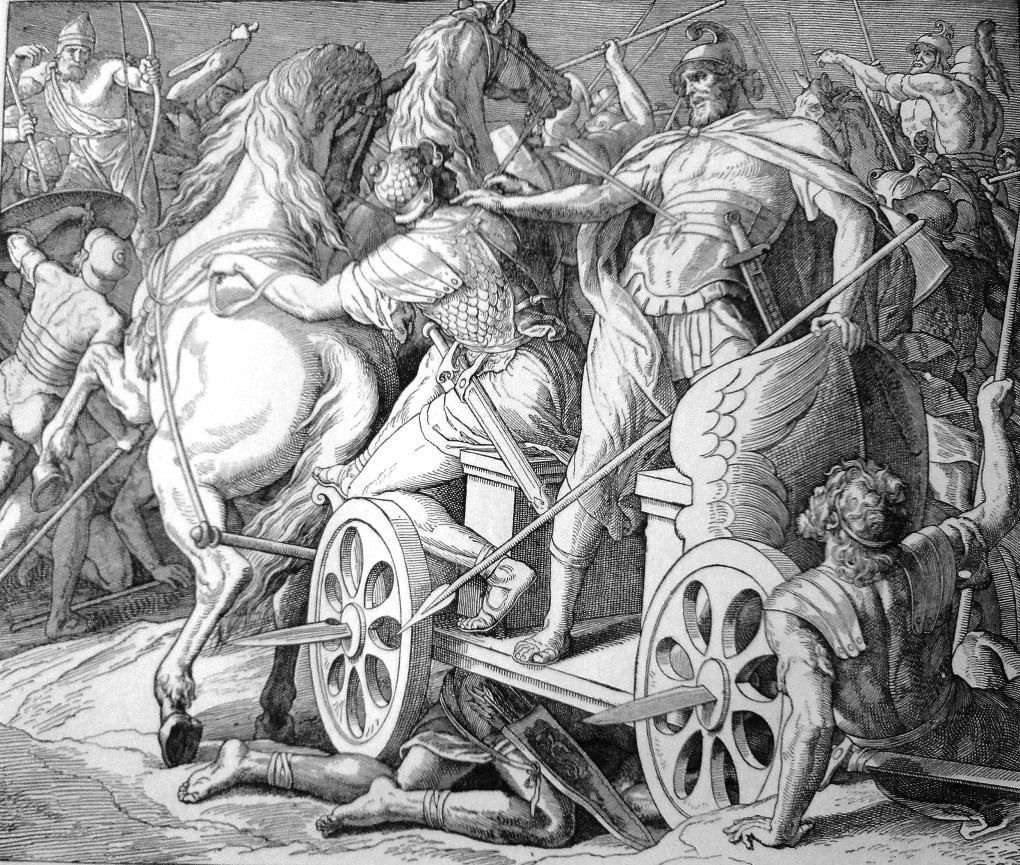
Achabova smrt na romantickém vyobrazení z 19. století

Achab (hebrejsky: אַחְאָב‎ Ach'av) patřil k nejvýznamnějším králům Severního izraelského království. Byl druhým králem z Omríovy dynastie a celkově v pořadí sedmým králem tohoto království. Jeho jméno se vykládá jako „Bratr (je) otcem“. Dle názoru moderních historiků a archeologů vládl asi v letech 873 až 852 př. n. l. Podle kroniky Davida Ganse by však jeho kralování mělo spadat do let 3021–3041 od stvoření světa neboli do rozmezí let 741–720 před naším letopočtem, což odpovídá 22 letům vlády, jak je uvedeno v První knize králů.

## Politická a hospodářská činnost
Regionální pozici izraelského království upevnil sňatkem s fénickou princeznou Jezábel. Uzavřel spojenectví s judským králem Jóšafatem – Jóšafatův syn Jóram si vzal za manželku Achabovu dceru Atalju.
Mezitím opevňoval izraelská města a uskutečnil rozsáhlé stavební práce v hlavním městě Samaří. Úspěšně bojoval se Sýrií a Asýrií. V bitvě u Afeku připravil Achab zdrcující porážku aramejskému králi Ben-hadadovi. Později ale Ben-hadadovi pomohl ve střetu s asyrským vojskem v bitvě u Karkaru na řece Orontu a tím zastavil případný postup Salmanassara III. blíž k izraelskému území. Jednalo se ale pouze o dočasné spojenectví. Po asi tříletém období míru s aramejským králem totiž došlo k vojenské potyčce, při níž byl Achab smrtelně raněn náhodně vystřeleným šípem a místo něj na izraelský trůn v Samaří usedl jeho syn Achazjáš.

## Náboženská orientace
Období Achabovy vlády se vyznačovalo ostrými náboženskými konflikty mezi ctiteli Baalovými, podporovanými dvorem a zejména jeho fénickou manželkou, a ctiteli Hospodinovými. Proti králi vystupovali proroci Elijáš a Míkajáš. V Bibli jsou Achab a jeho manželka vylíčeni jako bezbožní, tyranští a zločinní vladaři, což se projevilo zejména zosnováním vraždy Nábota, jehož vinice se oba manželé chtěli zmocnit.
Achabovy zločiny se později staly záminkou pro vyvraždění Omríovců Jehúem.